# عباس محمد
عباس محمد (عربی: عباس محمد؛ زادهٔ ۱۵ ژوئن ۱۹۹۸) بازیکن فوتبال اهل عراق-سوئد است.
از باشگاه‌هایی که در آن بازی کرده‌است می‌توان به باشگاه فوتبال دالکورد اشاره کرد.
وی همچنین در تیم ملی فوتبال عراق بازی کرده‌است.